# Maryam Mirzakhani
Maryam Mirzakhani (tiếng Ba Tư: مریم میرزاخانی) (3 tháng 5 năm 1977 – 15 tháng 7 năm 2017) là một nhà toán học người Iran, được biết đến với các công trình nghiên cứu liên quan đến tô pô và hình học của các diện Riemman. Từ năm 2008, bà là giáo sư Toán tại Đại học Stanford. Năm 2014, bà trở thành người phụ nữ và người Iran đầu tiên nhận Huy chương Fields. Bà cũng là giáo sư toán học đầu tiên của Đại học Stanford nhận vinh dự này.
Mirzakhani đã nhận được huy chương vàng vào năm 1994 và 1995 tại Olympic toán quốc tế tại Hồng Kông và Toronto. Trong đó tại kỳ thi năm 1995, bà đạt điểm số điểm tuyệt đối.
Bà qua đời khi còn khá trẻ (40 tuổi) vì bệnh ung thư.

## Tiểu sử
Ngay từ khi là học sinh trường Farzanegan thuộc Tổ chức Quốc gia về Phát triển tài năng vượt trội (NODET), tại Tehran, Iran, Mirzakhani đã đạt được giải thi toán cũng như 1994 và 1995 huy chương vàng giải Olympic Toán Quốc tế. Năm 1999, bà nhận bằng Cử nhân Toán học của Đại học Công nghệ Sharif ở Tehran, Iran. Mirzakhani lấy bằng tiến sĩ về đề tài Simple Geodesics on Hyperbolic Surfaces and Volume of the Moduli Space of Curves tại Đại học Harvard vào năm 2004, dưới sự hướng dẫn của Curtis McMullen, giáo sư toán Đại học Harvard được trao huân chương Fields năm 1998. Bà kết hôn với nhà toán học Jan Vondrák, người Séc, (* 1974, làm việc tại IBM Almaden Research Center ở San Jose, CA) và có chung với ông ta một người con gái (* 2011).
Mirzakhani được chẩn đoán mắc ung thư vú vào năm 2013. Sau bốn năm, khối u di căn vào tủy xương. Bà qua đời vào ngày 15 tháng 7 năm 2017.

## Sự nghiệp
2003 bà là Junior Fellow tại Harvard và từ 2004 tới 2008 Research Fellow (nghiên cứu viên) của viện Toán học Clay cũng như phó giáo sư tại Đại học Princeton. Từ 1 tháng 9 năm 2008, Mirzakhani được nhận làm giáo sư Toán tại Đại học Stanford.
Các lĩnh vực nghiên cứu của bà bao gồm lý thuyết Teichmüller, hình học hyperbolic, lý thuyết Ergodic và hình học simplectic. Bà có những đóng góp nền tảng và quan trọng trong hình học và lý thuyết các hệ động lực. Các công trình nghiên cứu của bà về diện Riemman và các không gian moduli của chúng móc nối và tác động đến nhiều chuyên ngành toán học như hình học hyperbolic, giải tích phức, tô pô và hệ động lực.

## Đời tư
Năm 2005, Maryam Mirzakhani kết hôn với Jan Vondrák, một giáo sư Đại học Stanford gốc Séc trong lĩnh vực khoa học máy tính lý thuyết và Toán học ứng dụng, và họ có một con gái tên Anahita.

## Một số công trình tiêu biểu
- M. Mirzakhani, Simple geodesics and Weil-Petersson volumes of moduli spaces of bordered Riemann surfaces", Inventiones Mathematicae, 2007.
- M. Mirzakhani, Weil-Petersson volumes and intersection theory on the moduli spaces of curves", Journal of the American Mathematical Society, 2007.
- M. Mirzakhani, Growth of the number of simple closed geodesics on hyperbolic surfaces", Annals of Mathematics, 2008.
- M. Mirzakhani, Ergodic theory of the earthquake flow", International Mathematics Research Notices, 2008.
- A. Eskin and M. Mirzakhani, Invariant and stationary measures for the <math>SL_2(R)</math> action on moduli space", preprint 2013; arXiv:1302.3320.
- A. Eskin, M. Mirzakhani, and A. Mohammadi, Isolation, equidistribution, and orbit closures for the<math>SL_2(R)</math> action on moduli space", preprint, 2013; arXiv:1305.3015.

## Giải thưởng
- Huy chương Fields 2014
- Báo cáo mời toàn thể tại Đại hội Toán học thế giới 2014.
- Giải thưởng của Viện Toán học Clay 2014.
- Giải Satter của Hội Toán học Hoa Kỳ 2013.
- Báo cáo mời tiểu ban Hình học, tô pô và phương trình vi phân tại Đại hội Toán học thế giới 2010.
- Giải thưởng Blumenthal Hội Toán học Mỹ 2009.